# Achim von Akerman
Achim von Akerman auch Achim von Åkerman (* 30. April 1909 in Riga als Achim Engelbrecht Gerd von Akerman; † 8. Februar 1945 in Schneidemühl) war ein deutschbaltischer Schriftsteller und Philologe.

## Leben und Werk
Achim von Akerman, geboren 1909 im lettischen Riga, war der Sohn von Erwin von Akerman, einem Ingenieur und Rittmeister der Baltischen Landeswehr, der später den Rang eines deutschen Majors bekleidete. Nach dem Besuch diverser Schulen, wie dem Leibniz-Gymnasium in Berlin, der Lateinschule in Lindau, dem Melanchthonstift in Wertheim (Main), wo er Wolfgang Frommel kennenlernte, und dem Städtischen Deutschen Gymnasium in Riga, studierte Achim von Akerman von 1928 bis 1929 zuerst Philologie in Riga, später dann von 1929 bis 1938 dasselbe Fach noch in Berlin, Leipzig und Tübingen, lediglich unterbrochen von der Zäsur des lettischen Wehrdienstes in den Jahren 1935 bis 1936. Im Jahr 1939 wurde von Akerman Lehramtskandidat für deutsche Grundschulen und darüber hinaus Leiter der Büchereizentrale der Deutschen Volksgemeinschaft in Riga. 1940 nahm er kurzzeitig eine Stelle als Diplom-Bibliothekar in Frankfurt an der Oder wahr, bevor er noch im gleichen Jahr sein Amt als Leiter der staatlichen Volksbüchereistelle und der Stadtbücherei in Hohensalza antrat. Im September 1942 heiratete er Rosemarie von Winterfeld. Von 1943 an diente er als Grenadier im deutschen Heer.
Seit Beginn der 1930er Jahre arbeitete Achim von Akerman auch als Schriftsteller. Er schrieb Novellen und Gedichte. 1933 publizierte von Akerman im Verlag Die Runde den Lyrikband Gesichte der Heimat, 1938 erschien im Insel Verlag sein Gedichtband Die Stunde vor Tag. Im Jahr 1997 veröffentlichte die Castrum Peregrini Stiftung einen weiteren Lyrikband unter dem Titel Die Namen der Kindheit mit seinen gesammelten und hinterlassenen Gedichten. 2016 erschien eine Auswahl seiner Gedichte unter dem Titel Traumfahrt in der Lyrik-Klassiker-Reihe: 50 zeitlose Gedichte im Martin Werhand Verlag.
Achim von Akerman fiel im Winter des Jahres 1945 als Sanitätsgefreiter im Alter von 35 Jahren in Schneidemühl. Achim von Akermans älterer Bruder war der promovierte praktische Arzt Hasso von Akerman, seine zwei Jahre jüngere Schwester Ruth von Akerman.
Unter dem Pseudonym Achim von Okermann nahm er in den Jahren 1932 und 1933 im Deutschen Adelsblatt und im Zeitspiegel literarisch Stellung zu befreundeten Schriftstellern wie Stefan George und Lothar Helbings (alias Wolfgang Frommel) Dritten Humanismus.

## Schriften (Auswahl)

### Einzelbände
- „Gesichte der Heimat“, (Lyrik), Verlag Die Runde, Berlin, 1933
- „Die Stunde vor Tag“, (Lyrik), Insel-Verlag, Leipzig, 1938
- „Die Namen der Kindheit“, (Lyrik), Castrum Peregrini Presse, Amsterdam, 1997
- „Traumfahrt: 50 zeitlose Gedichte“, (Lyrik), Martin Werhand Verlag, Melsbach, 2016

### Anthologie
- „Morgengabe: Sammlung baltendeutscher Gedichte“, (Gedichte), Leipzig, 1940 (Achim von Akerman; Werner Bergengruen)